# Borzova, Stara Vîjivka
Borzova (în ucraineană Борзова) este un sat în comuna Sedlîșce din raionul Stara Vîjivka, regiunea Volînia, Ucraina.

## Demografie
Componența lingvistică a localității Borzova
     Ucraineană (100%)
Conform recensământului din 2001, toată populația localității Borzova era vorbitoare de ucraineană (100%).